# 호쿠소 철도 7300형 전동차
호쿠소 철도 7300형 전동차(일본어: 北総鉄道7300形電車 ほくそうてつどう7300がたでんしゃ[*])는 호쿠소 철도의 전동차로 게이세이 전철 3700형 전동차를 기반으로 제작되었으며, 이 열차는 1991년에 신카마가야 역 ~ 게이세이 다카사고 역 구간 개통과 동시에 도입되었다. 2017년부터 운행에 들어간 지바 뉴타운 철도 9800형 전동차도 이 모델을 기반으로 한다.

## 편성
- 현재 7300형 8량 편성은 게이세이 본선, 게이큐 본선, 도에이 지하철 아사쿠사 선, 호쿠소 철도 호쿠소 선에서 운행하고 있으며 편성은 다음과 같다.[1]

| 호차 | 1      | 2      | 3      | 4      | 5      | 6      | 7      | 8      |
| ---- | ------ | ------ | ------ | ------ | ------ | ------ | ------ | ------ |
| 명칭 | M2c    | M1     | T      | M2     | M1'    | T      | M1     | M2c    |
| 번호 | 7301-1 | 7301-2 | 7301-3 | 7301-4 | 7301-5 | 7301-6 | 7501-7 | 7501-8 |

## 같이 보기
- 지바 뉴타운 철도 9800형 전동차